# Business Intelligence
Geschäftsanalytik, englisch Business Intelligence (Abkürzung BI), ist ein der Wirtschaftsinformatik zuzuordnender Begriff, der Verfahren und Prozesse zur systematischen Analyse des eigenen Unternehmens bezeichnet. Dies umfasst die Sammlung, Auswertung und Darstellung von Daten in elektronischer Form.
Ziel ist die Gewinnung von Erkenntnissen aus den im Unternehmen vorhandenen Daten zur Unterstützung von Managemententscheidungen. Die Auswertung von Daten – über das eigene Unternehmen, die Mitbewerber oder die Marktentwicklung – geschieht mit Hilfe analytischer Konzepte sowie mehr oder weniger spezialisierter Software und IT-Systeme. Mit den gewonnenen Erkenntnissen kann das Unternehmen seine Geschäftsabläufe sowie seine Kunden- und Lieferantenbeziehungen erfolgreicher machen; Aspekte hierbei können Kostensenkung, Risikoreduzierung und Wertschöpfung sein.
Der englische Begriff Business Intelligence wurde ab Anfang bis Mitte der 1990er Jahre populär. Das englische Wort intelligence bezeichnet die aus dem Sammeln und Aufbereiten erworbener Informationen gewonnenen Erkenntnisse. Es geht zurück auf lateinisch intellegere für ‚verstehen‘ – zusammengesetzt aus den lateinischen Worten inter ‚zwischen‘ und legere ‚lesen‘, ‚wählen‘.

## Geschichte
Im Oktober 1958 erschien der Beitrag A Business Intelligence System von Hans Peter Luhn im IBM-Journal; dies war mit hoher Wahrscheinlichkeit die Entstehung des Begriffes Business Intelligence. Ab 1989 machte sich Howard Dresner, ein Analyst der Gartner Inc. den Begriff zu eigen. Später schuf er den weiterführenden Begriff „Business Performance Management“.

## Begriff
Im engeren Sinn bezeichnet Geschäftsanalytik nur die Methodik der Datenerfassung. Im weiteren Sinn wird auch die Gesamtheit von Managementgrundlagen wie beispielsweise Wissensmanagement, Kundenbeziehungsmanagement oder Balanced Scorecard, die bei einem prozessorientierten Begriffsverständnis auch die permanente Datenpflege und Anpassung an ein sich veränderndes Umfeld umfassen, verstanden. Das Institut für Business Intelligence versteht unter „Business Intelligence“ die Integration von Strategien, Prozessen und Techniken, um aus verteilten und inhomogenen Unternehmens-, Markt- und Wettbewerberdaten erfolgskritisches Wissen über Status, Potenziale und Perspektiven zu erzeugen.

## Phasen
Die technische Grundlage der Geschäftsanalytik lässt sich in drei Phasen einteilen:
- Phase 1 (englisch data delivery): Hier werden Eckdaten festgelegt und erhoben (quantitativ oder qualitativ, strukturiert oder unstrukturiert). Die Datenerfassung erfolgt über die operativen Systeme (OLTP) oder in einem darauf aufbauenden Datenlager („Data-Warehouse“).
- Phase 2 (englisch discovery of relations, patterns, and principles): Hier werden die Daten in Beziehung gebracht, sodass Muster und Diskontinuitäten sichtbar werden und mit etwaigen zuvor aufgestellten Hypothesen verglichen werden können, zum Beispiel in Form von multidimensionalen Analysen oder Data-Mining.
- Phase 3 (englisch knowledge sharing): Hier werden die Erkenntnisse im Unternehmen kommuniziert, also in das Wissensmanagement integriert. Die Verbreitung der gewonnenen Erkenntnisse soll Entscheidungsgrundlagen für Maßnahmen und Aktionen liefern.

Die Einführung einer umfassenden Lösung für Geschäftsanalytik erfordert viele Ressourcen und erfolgt meist phasenweise; häufig sind es im Wesentlichen folgende drei Phasen:

### Strategiephase
Im Rahmen eines Strategieentwicklungsprozesses werden die internen Anforderungen und technischen Voraussetzungen sowie die externen Faktoren, neuen Chancen und Technologien erhoben und in eine BI-Strategie überführt. Häufig erhält dieser Strategieentwicklungsprozess Projektcharakter mit eigener Projektorganisation, Zeitplänen und Anforderungskatalog, der sich beispielsweise an Marktstudien orientieren kann. Die passende Einbettung der BI-Strategie in die gesamte Unternehmensstrategie ist hierbei sicherzustellen.

### Konzeptionsphase
In der Konzeptionsphase wird das in der BI-Strategie formulierte Zielbild mit für alle Zielgruppen passenden Steuerungsprozessen ausgestaltet. Dies schließt die Auswahl passender System- und Daten-Architektur und Programme (BI-Software) ein. Verantwortlichkeiten werden festgelegt; Mitarbeiter werden für ihre künftigen BI-Rollen geschult.

### Implementierung
Die eigentliche Implementierung setzt die Anforderungen aus der BI-Strategie in konkrete Projekte um. Diese werden in der Umsetzungsphase abgearbeitet, was im Allgemeinen die Phase mit der höchsten Ressourcenbeanspruchung darstellt.

## Einsatz
In der Praxis soll die Geschäftsanalytik vor allem die Automatisierung des Controllings, des Berichtswesens, der Planung und der Vorschau sowie der Markt- und Kundenanalyse erbringen. Die in den ERP-Systemen anfallenden Unternehmensdaten werden genutzt, um unter verschiedenen Blickwinkeln die Situation des Unternehmens zu analysieren und zu bewerten. Die Analyse erfolgt bevorzugt nicht in den ERP-Systemen, sondern in einer davon getrennten Datenbasis, dem Data-Warehouse (DWH). Gründe hierfür können sein:
- ungeeignete Strukturierung der Daten im ERP-System;
- keine Auswertungsmöglichkeit über mehrere ERP-Systeme, zum Beispiel bei der Aggregation für einen Konzernbericht;
- unzureichende Möglichkeit, fremde Daten, beispielsweise von Wettbewerbern oder Forschungsinstituten, einzubeziehen;
- Belastung des ERP-Systems durch analytische Auswertungen;
- laufende Änderung der Daten im ERP-System.

Eine zentrale Herausforderung, warum man sich überhaupt mit BI-Lösungen befasst, ist der hohe Aufwand bei der Kennzahlen- und Datenaufbereitung. Aufbereitete Daten werden oft dezentral aus verschiedenen Systemen durch Berichtsexporte, beispielsweise in Excel-Dateien, erzeugt.
Die erste Aufgabe eines BI-Projekts ist daher, Daten des oder der ERP-Systeme für die Analyse in eine eigene Datenbank, das Data-Warehouse, zu stellen. Dies erfolgt durch Extraktion der Daten aus dem ERP-System, ihrer Transformation und dem Laden in das Data-Warehouse (ETL-Prozess).
Die zweite Aufgabe besteht darin, die für das Berichtswesen notwendigen analytischen Auswertungen einzurichten. Dies kann von einfachen Aggregationen von beispielsweise Umsatzzahlen einzelner Artikel in den letzten Tagen, Wochen, Monaten bis hin zu komplizierten Analysen mittels Data-Mining gehen, beispielsweise Trendanalysen von Kundenverhalten.
Ein oft vernachlässigter Aspekt in BI-Projekten ist das Stammdatenmanagement.
Eine professionelle Controlling-Anwendung kann nur dann ihre volle Wirkung entfalten, wenn die Daten, die aus den Vorsystemen kommen, valide sind. Dieser Umstand gilt naturgemäß für alle Anwendungen, die im Zusammenspiel mit anderen Systemen oft auf die gleichen Informationen und Stammdaten zurückgreifen. Je mehr Systeme ein Unternehmen zu pflegen hat, oder je mehr Gesellschaften, Abteilungen und Fachbereiche mit sensiblen Stammdateninformationen umgehen, umso größer ist die Gefahr, dass ein Datenchaos entsteht. Karl-Heinz Schmitz, K. H. Schmitz oder Herr Karl Heinz Schmitz sind drei verschiedene Schreibweisen für den gleichen Kunden. An dieser Information hängen weitere, wie Anschrift, Telefon, E-Mail. Und es gibt weitere Bereiche wie Mitarbeiter, Lieferanten, Partner und Produkte, die mit der gleichen Sensibilität gepflegt werden müssen.

## Werkzeuge
Die Geschäftsanalytik bedient sich der analytischen Informationssysteme. Der Datenbestand einer Analyse wird aus einem Data-Warehouse beziehungsweise Auszügen daraus (Data-Marts) gespeist. Analysemethoden sind unter anderem OLAP, Data-Mining, Text Mining, Web Mining oder Fallbasiertes Schließen. Auch die Integration geografischer Aspekte mithilfe von Geoinformationssystemen dient dazu, etwaige räumliche Zusammenhänge zwischen Unternehmensinformationen (zum Beispiel zu Standorten) und externen Kunden- oder Potenzialdaten aufzudecken, um diese in Unternehmensentscheidungen mit einzubeziehen.

## Anbieter
Das Business Application Research Center (BARC) hat für 2009 den Business-Intelligence-Softwaremarkt in Deutschland detailliert analysiert. Erfasst wurden Lizenz- und Wartungsumsätze für Anwenderwerkzeuge und Datenmanagementkomponenten in Deutschland im Jahr 2009. Die Erhebung erfolgte als Vollerhebung: Dazu haben mehr als 150 Anbieter von BI-Lösungen selbst Auskunft gegeben oder wurden von den Analysten geschätzt.
Kernerkenntnisse:
Der Markt wächst im Jahr 2009 insgesamt 8 Prozent auf ein Gesamtvolumen von 816 Millionen Euro an Lizenz- und Wartungserlösen für BI-Software in Deutschland.
Das stärkste Wachstum bei den größeren Anbietern (Top 2 Quantile der Top 50 Anbieter, Umsatz >3,4 Millionen Euro) verzeichnet IBM, die sowohl organisch in beiden Marktsegmenten als auch durch Zukauf von SPSS gewachsen sind. Die BI-Spezialisten Informatica, Evidanza, Arcplan, QlikTech und Information Builders folgen mit Wachstumsraten von mehr als 20 Prozent. Auch in der unteren Hälfte der Top 50 gibt es stark wachsende Herausforderer wie CoPlanner, Exasol, Sybase, Tagetik, Board oder LucaNet.
Die Entwicklung der Anbieter wird insgesamt differenzierter: 2009 konnten 24 der 52 Anbieter im Segment über 1 Million Euro Umsatz nicht wachsen. Einzelne Anbieter mussten dabei Umsatzrückgänge bis zu 35 Prozent verzeichnen.
Der Umsatz mit BI-Anwenderwerkzeugen (Frontends) und -Applikationen steigt um 6 Prozent auf 474 Millionen Euro; der Backend/Datenmanagement-Bereich wächst um 10 Prozent auf 342 Millionen Euro.
Die Konzentration nimmt weiter zu: Der Marktanteil der „großen Fünf“ Anbieter Oracle, SAP, IBM, SAS Institute und Microsoft steigt auf 61 Prozent (Vorjahr: 57 Prozent), der Anteil der Top 10 von 64 auf 70 Prozent. Die Konzentration auf wenige Großanbieter ist dabei im Backend-Bereich deutlich ausgeprägter als bei BI-Anwenderwerkzeugen.
Trotz Übernahmen nimmt die Anzahl der Anbieter weiter zu. Insgesamt bieten mehr als 150 Unternehmen Software für Business-Intelligence-Aufgaben in Deutschland an. Inzwischen erzielen 52 Anbieter einen Umsatz von 1 Million Euro oder mehr (Vorjahr: 49 Anbieter).

### Internationale Anbieter
Laut dem amerikanischen Analystenhaus Gartner Inc. waren die führenden Anbieter für Business-Intelligence-Lösungen im Jahr 2015 (in alphabetischer Reihenfolge):
- IBM
- Information Builders
- Microsoft
- MicroStrategy (seit 2025 Strategy)
- Oracle
- QlikTech
- SAP
- SAS Institute
- Tableau Software
- Palo: in Deutschland entwickelte Open-Source-OLAP-Datenbank mit kostenfreiem Microsoft-Excel-Addin
- RapidMiner (vormals YALE): Business Intelligence, Knowledge Discovery und Data-Mining

Im Jahr 2007 kam es zu einer überdurchschnittlich großen Übernahmewelle. Oracle kaufte Hyperion, SAP übernahm Business Objects, Cognos übernahm Applix und IBM erwarb Cognos. Diese Konsolidierung hat zur Folge, dass die zugekauften Systeme aufwändig in die bestehenden integriert werden müssen bzw. einzelne Produktlinien eingestellt werden.
2014 erfolgte im April zunächst der Kauf der Jaspersoft Corporation durch die TIBCO Software Inc. dann wurde im Dezember TIBCO selbst durch einen Private-Equity-Investor übernommen. OpenText hat im Januar 2015 den BI-Anbieter Actuate Corporation gekauft. Die Hitachi Data Systems (HDS) hat im Juni 2015 die Pentaho Corporation, die eine in Java geschriebene BI-Suite anbietet, übernommen. Der Kaufpreis wurde vorab auf gut eine halbe Milliarde US-Dollar geschätzt.

### Open-Source-Anbieter
Neben oben genannten lizenzkostenpflichtigen Systemen existieren Open-Source-Lösungen (in alphabetischer Reihenfolge):
- BIRT: Business-Intelligence- and Reporting-Tools (BIRT) ist ein Open Source Reporting System der Eclipse Foundation, dessen Entwicklung am meisten durch die Firma Actuate betrieben wird
- Bizgres: Business Intelligence mit PostgreSQL
- JasperForge: Open-Source-Projekt der Jaspersoft Business Intelligence Suite
- KNIME: Open Source Platform für Datenintegration, -analyse und -exploration sowie Reporting
- Pentaho: Open Source Business Intelligence Suite – Integratives Paket verschiedener Open-Source-BI-Tools
- ReportServer: In Deutschland entwickelte Open Source Business Intelligence Platform (unter der AGPL). Integriert verschiedene Reporting Formate (unter anderem BIRT und Jasper)
- SpagoBI: The Business Intelligence Free Platform
- SQL Power Software: Eine vollständige OSBI Software-Suite mit verschiedenen Tools
- Waikato Environment for Knowledge Analysis (Weka): freie Open-Source-Software für Data-Mining, die auch andere freie Tools einbindet (unter anderem Weka, R und BIRT)

Neben den Anbietern von BI-Software existieren spezialisierte BI-Beratungen, die die Implementierung der Software übernehmen.

## Business-Intelligence-Markt in Deutschland
Das Marktforschungsunternehmen Lünendonk GmbH aus Kaufbeuren betrachtet seit 2003 kontinuierlich den Business-Intelligence-Markt (BI) in Deutschland. Es ist eine Besonderheit des deutschen Marktes für BI-Standard-Software, dass an der Spitze wenige umsatzstarke Unternehmen stehen, welche deutsche Töchter US-amerikanischer Software-Unternehmen sind. Im Mittelfeld der Anbieter am deutschen BI-Markt ist eine Vielzahl mittelgroßer, auf Business Intelligence oder Business Analytics spezialisierter Software-Häuser anzutreffen, die entweder einstellige Millionenumsätze oder niedrige zweistellige Millionenumsätze verzeichnen. Aufgrund dieser Fragmentierung im BI-Standard-Software-Markt ist kein Ranking möglich.
Ebenso wenig erhebt das Marktforschungsunternehmen den Anspruch, den Gesamtmarkt abzubilden. In der jährlich publizierten Lünendonk-Marktstichprobe werden Software-Unternehmen analysiert, die mindestens 50 Prozent ihres Umsatzes mit Produktion, Vertrieb und Wartung eigener Business-Intelligence-Standard-Software-Produkte erwirtschaften. Dazu zählen beispielsweise Software für Datenintegration/Datenkonsolidierung oder Reporting- und Dashboard-Anwendungen. Bei großen, internationalen IT-Konzernen, die signifikante Umsätze mit BI-Standard-Software in Deutschland erzielen, sowie ERP-Software-Herstellern, die BI-Tools als Add-on zu ihren ERP-Suiten anbieten, liegt der BI-Umsatz unter 50 Prozent. Deshalb beinhaltet die Marktstichprobe keine solchen Software-Hersteller.
Das Volumen des BI-Software-Marktes schätzen die Analysten von Lünendonk für 2013 auf 1,3 Milliarden Euro (2012: 1,2 Milliarden Euro | 2011: 1,1 Mrd. Euro). Die Erwartungen hinsichtlich des Marktwachstums für das laufende Jahr 2013 sind mit durchschnittlich 11,5 Prozent nahezu identisch mit der im vergangenen Jahr abgegebenen Marktprognose für 2012 (11,3 Prozent). Für den Zeitraum bis 2018 gehen die befragten BI-Software-Anbieter davon aus, dass der BI-Standard-Software-Markt pro Jahr um durchschnittlich 10,5 Prozent wächst. Etwas konservativer bewerten die Befragten die langfristigen Trendprognosen (2018 bis 2020): Im statistischen Mittel erwarten sie ein jährliches Marktwachstum von 9,9 Prozent. Die Analyse des Jahres 2013 umfasste 26 Anbieter. Die Top 10 der größten Unternehmen nach Gesamtumsatz bestehen aus fünf Unternehmen mit Hauptsitz außerhalb Deutschlands, der SAS Deutschland GmbH (Heidelberg), welche außerdem die Marktführerschaft im Bereich Business Analytics innehat, der Teradata GmbH (Augsburg), der MicroStrategy GmbH (Köln), der Informatica GmbH (Frankfurt am Main) sowie der QlikTech GmbH (Düsseldorf), gefolgt von den fünf umsatzstärksten Unternehmen mit Hauptsitz in Deutschland; der prevero AG (München), der IDL GmbH (Schmitten), der Cubeware GmbH (Rosenheim), der CP Corporate Planning AG (Hamburg) und der Comma Soft AG (Bonn).

## Neue Schlagworte
Die Begriffe Business Analytics und Advanced Analytics sind Schlagworte, die für eine verbesserte oder erweiterte Geschäftsanalytik stehen sollen. Geworben wird damit, dass die verbesserten Formen einen stärkeren Fokus auf die Prognose zukünftiger Entwicklungen legen würden.
Der Begriff Data Discovery („Datenentdeckung“) gilt als Schlagwort für weiterentwickelte Business-Intelligence-Werkzeuge, die mehr Bedienerfreundlichkeit und Flexibilität sowie höchstmögliche Autonomie der Anwender gewährleisten sollen. Der Schwerpunkt liegt in der Visualisierung der Datenanalyse. Ebenso wie bei den Schlagworten Business Analytics und Advanced Analytics wird auch für dieses Schlagwort behauptet, dass es für verbesserte Prognosen und vertiefte Analysemöglichkeiten stehe. Auch die – durch die zunehmende Verbilligung von Speichermodulen – zunehmende Verbreitung von In-Memory-Datenbanken zur Effizienzsteigerung wird teilweise für dieses Schlagwort beansprucht. Mittels Business Analytics Tools lassen sich große Datenmengen in Unternehmen erfassen und analysieren, um anschließend weitere Vorkehrungen zur Optimierung von Unternehmensprozessen vornehmen zu können.
Self-Service Business Intelligence bezeichnet das Verfahren, bei dem der Anwender weitgehend eigenständig und unabhängig von der IT- oder Controlling-Abteilung Daten importiert, aufbereitet und visualisiert.
Location Intelligence ist die Fähigkeit, Wissen anzuwenden, das unter Berücksichtigung räumlicher Zusammenhänge durch die Analyse und Aufbereitung von Big Data entsteht.